# Практичні заняття
Практи́чні заня́ття — форма навчального заняття, при якій викладач організує детальний розгляд студентами окремих теоретичних положень навчальної дисципліни та формує вміння і навички їх практичного застосування шляхом індивідуального виконання студентом відповідно сформульованих завдань.
Практичне заняття - це вид навчального заняття, під час якого науково-педагогічний (педагогічний) працівник організовує засвоєння курсантами (слухачами, студентами) теоретичних положень навчальної дисципліни шляхом виконання спеціально сформульованих завдань та сприяє формуванню у них вмінь і навичок практичного застосування цих теоретичних положень.
Практичні заняття - це тривалий експеримент, який учні виконують в процесі здобування, закріплення і контролю знань. Вони проводять після вивчення якоїсь підтеми, теми або розділу. Учні виконують досліди на основі уже відомого їм матеріалу. Перед практичними роботами вони повторюють відповідний теоретичний матеріал, вивчають за підручником інструкцію по проведенню дослідів.
Готуючи таке заняття вчитель повинен підготувати обладнання, реактиви, посуд для кожного учня.
Практичну роботу вчитель починає з актуалізації знань, з техніки експерименту даної роботи. Кілька учнів інформують про хід роботи – обладнання, послідовність виконання операцій, хімізм процесів. Потім вчитель дає настанови щодо послідовності роботи та проводить інструктаж з безпеки праці під час роботи. Ця підготовча робота займає небагато часу. Під час експерименту та складності звіту про виконану роботу учням дозволяється користуватись інструкціями.
Якщо значна частина учнів допускає типові помилки, учитель припиняє роботу і пояснює учням як їх усунути. Крім того, вчитель спостерігає за роботою учнів, щоб оцінити їх вміння і навички.
Після виконання досліду кожний учень у зошиті для практичних робіт складає звіт.

## Інструкції до лабораторних і практичних занять
Для проведення практичних занять готуються відповідні інструкції. Інструкції до лабораторних і практичних робіт є різновидом практикумів – навчальних видань практичних завдань і вправ,  що сприяють засвоєнню набутих знань, умінь і навичок. офіційне підтвердження доцільності їх використання у навчально-виховному процесі в дошкільних, загальноосвітніх, позашкільних, професійно-технічних навчальних закладах України реалізується через процедуру надання відповідного грифа: "Рекомендовано Міністерством освіти і науки України" (такі видання можуть також використовуватися в навчальному процесі за  умови  схвалення предметною комісією Науково-методичної ради з питань освіти МОН).